# Wielki Chingan
Wielki Chingan (chiń. upr. 大兴安岭; chiń. trad. 大興安嶺; pinyin Dà Xīng’ān Lǐng; mandż. Amba Hinggan) – góry w północno-wschodnich Chinach, na zachód od Niziny Mandżurskiej, ciągnące się z północy na południe na długości ok. 1200 km. Ich najwyższy szczyt o nazwie Huanggangliang Shan wznosi się na wysokość 2029 m n.p.m. Wielki Chingan jest połączony z Małym Chinganem poprzez pasmo Yilehuli Shan. Góry zostały sfałdowane w orogenezie hercyńskiej, a następnie zrównane i wydźwignięte ponownie w orogenezie alpejskiej. Zbudowane są z paleozoicznych granitoidów, piaskowców, łupków ilastych i wapieni oraz mezozoicznych skał magmowych, głównie bazaltów. Wschodnie stoki Wielkiego Chinganu opadają dość stromo ku Nizinie Mandżurskiej, zachodnie przechodzą zaś łagodnie w równinę Hulun Buir. Szczyty górskie są zaokrąglone, a doliny szerokie. Góry leżą w strefie klimatów umiarkowanych, chłodnych na północy i ciepłych na południu (w zasięgu monsunów przynoszących latem opady). Występuje górska tajga z dominacją modrzewia; w rejonach szczytowych występują rumowiska skalne i roślinność karłowata. Mniej więcej na południe od równoleżnika 50° lasy zanikają, a ich miejsce zajmuje roślinność stepowa. Północną część gór pokrywa wieczna marzłoć osiągająca miejscami 50 m grubości.